# Kanton Plaisance
Der Kanton Plaisance war bis 2015 ein französischer Wahlkreis in der Region Midi-Pyrénées. Er lag im Arrondissement Mirande und im Département Gers. Hauptort war Plaisance.
Der 14 Gemeinden umfassende Kanton war 143,43 km² groß und hatte 4299 Einwohner (Stand: 2012).

## Gemeinden
| Gemeinde            | Einwohner | Code postal | Code Insee |
| ------------------- | --------- | ----------- | ---------- |
| Beaumarchés         | 588       | 32160       | 32036      |
| Cahuzac-sur-Adour   | 171       | 32400       | 32070      |
| Cannet              | 55        | 32400       | 32074      |
| Couloumé-Mondebat   | 243       | 32160       | 32109      |
| Galiax              | 189       | 32160       | 32136      |
| Goux                | 84        | 32400       | 32151      |
| Izotges             | 74        | 32400       | 32161      |
| Jû-Belloc           | 305       | 32160       | 32163      |
| Lasserrade          | 226       | 32160       | 32199      |
| Plaisance           | 1479      | 32160       | 32319      |
| Préchac-sur-Adour   | 213       | 32160       | 32330      |
| Saint-Aunix-Lengros | 117       | 32160       | 32362      |
| Tasque              | 216       | 32160       | 32440      |
| Tieste-Uragnoux     | 121       | 32160       | 32445      |